# Feldwebel
 (mai 2012).
Si vous disposez d'ouvrages ou d'articles de référence ou si vous connaissez des sites web de qualité traitant du thème abordé ici, merci de compléter l'article en donnant les références utiles à sa vérifiabilité et en les liant à la section « Notes et références ».
Feldwebel ou Feldweibel est un grade militaire qui existe dans les armées de langue allemande depuis au moins le XVIIIe siècle.

## Étymologie
Le terme Feldwebel, vient du vieil allemand waibel, pièce de métier à tisser servant à ramener tous les fils sur la ligne (peigne)[réf. nécessaire]. Les régiments de lansquenets intégrèrent les premiers dans leurs rangs des Feldwaibel, servant de serre-file sur le champ de bataille. 
Le grade a été emprunté à l'allemand par d'autres armées, donnant le fältväbel suédois, le фельдфебель (fel’dfebel’) des forces armées de la fédération de Russie, le фелдфебел (feldfebel) des forces armées bulgares, le Feldweibel des forces armées suisses, le vääpeli des forces armées finlandaises et le veebel des forces armées estoniennes.

## Usage

### Correspondance au niveau international
Le terme de Feldwebel est généralement traduit par celui de sergent ou d'adjudant, classé OR-6 dans le tableau de correspondance des grades de l'OTAN. Il est donc l'équivalent du sergent-chef / maréchal des logis-chef dans l'Armée française ou du sergent dans l'Armée canadienne.
Le titre de Feldwebel est également repris dans la détermination de grades plus élevés, comme Hauptfeldwebel, Stabsfeldwebel ou Oberstabsfeldwebel, classés entre OR-7 et OR–9, soit, pour le grade le plus élevé, l'équivalent d'un major de l'Armée française ou d'un adjudant-chef de l'Armée canadienne.

### En Allemagne

#### XIXesiècle, au sein de l'Empire allemand
Le grade de Feldwebel se popularise dans l'armée allemande au début du XIXe siècle. Plus haut grade de sous-officier jusqu'en 1918, au sein de la Deutsches Heer, le Feldwebel est alors à la tête d'une compagnie.
À partir de 1877, les sous-officiers expérimentés peuvent être promus au grade de Feldwebel-Leutnant. Ce grade correspond à celui d'un officier d'armée de réserve, mais demeure toujours inférieur au grade de Leutnant. 
D'autres grades sont créés : Vizefeldwebel (« vice-Feldwebel », sous-officier confirmé), Sergeant (jeune sous-officier) et Unteroffizier (caporal ou caporal-chef). Le Gefreiter n'est pas un grade de sous-officier mais un titre, il n'attribue aucune autorité, et correspond en cela au soldat de première classe français.

#### Reichswehr et Wehrmacht
Après la Première Guerre mondiale, au sein de la Reichswehr et de la Wehrmacht, le Feldwebel se subdivise en plusieurs rangs :
- Feldwebel (chef de peloton)
- Oberfeldwebel (chef de peloton, intermédiaire avec une nomination au rang d'Hauptfeldwebel)
- Stabsfeldwebel (grade qu'il n'est possible d'atteindre qu'après vingt-cinq années de service)

Le Feldwebel est Unteroffiziere mit Portepee (le Portepee désignant de manière honorifique les sous-officiers expérimentés) ; l'Unterfeldwebel et l'Unteroffizier sont des Unteroffiziere ohne Portepee (de jeunes sous-officiers). En 1921, le grade de Sergeant est renommé Unterfeldwebel. Les Unterfeldwebel reçoivent le commandement d'une section.
La nomination au titre d'Hauptfeldwebel (sergent-chef) peut être obtenue uniquement par un Stabsfeldwebel ou par un Oberfeldwebel. Les sous-officiers de rang inférieur (Feldwebel, Unterfeldwebel, Unteroffizier) ayant les mêmes responsabilités reçoivent quant à eux le grade d'Hauptfeldwebeldiensttuer (c'est-à-dire « faisant fonction de Hauptfeldwebel »).
Le Feldwebel n'existe pas dans toutes les branches de la Heer, car il s'agit d'un grade traditionnel de l'infanterie. Dans la cavalerie et l'artillerie, par exemple, le rang équivalent est celui de Wachtmeister, dans les transmissions celui de Funkmeister, à l'ordonnance celui de Feuerwerker.

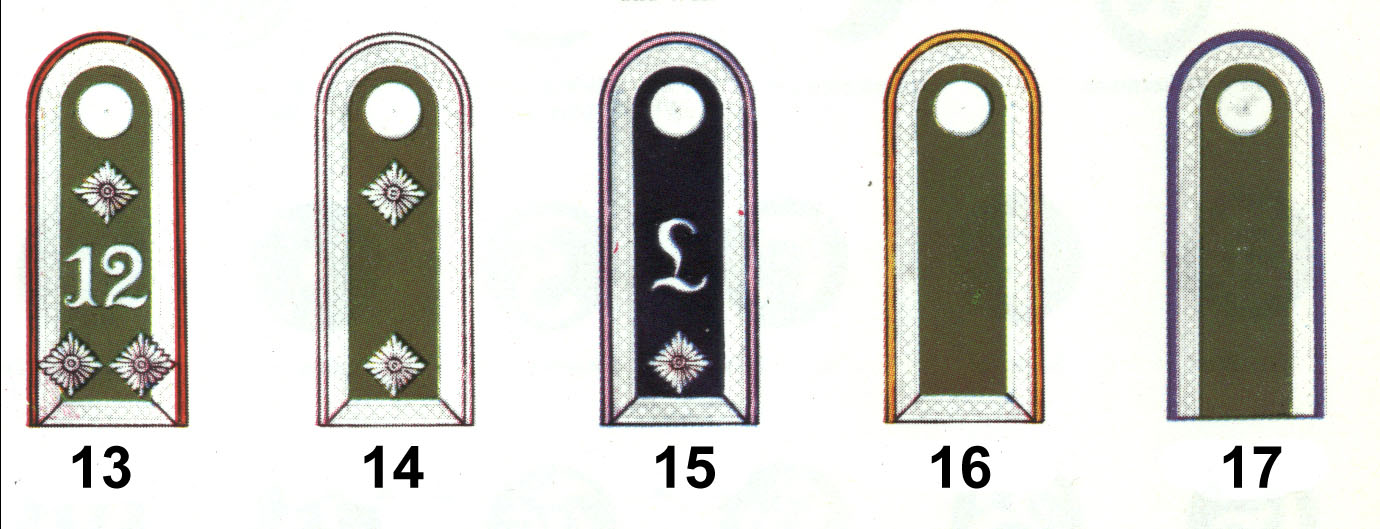
Stabswachtmeister (13), Oberfeldwebel (14), Feldwebel (15), Unterwachtmeister (16) et Unteroffizier (17).

Dans la Waffen-SS, le grade équivalent est celui d'Oberscharführer.

#### Bundeswehr
Dans la Bundeswehr, le Feldwebel est un sous-officier expérimenté, considération induite par le grand nombre de grades de caporaux existants et attribués aux jeunes sous-officiers.
- Jeunes sous-officiers : Unteroffizier, Stabsunteroffizier (Code OTAN OR 5a, 5c)
- Sous-officiers expérimentés : Feldwebel, Oberfeldwebel (OR 6a, 6c), Hauptfeldwebel (OR 7)
- Sous-officiers expérimentés percevant une solde d'officier : Stabsfeldwebel (OR 8), Oberstabsfeldwebel (OR 9)

Fahnenjunker (OR 5b), Fähnrich (OR 6b) et Oberfähnrich (OR 7/OR 8) constituent des grades attribués uniquement aux aspirants officiers.
Dans la Bundeswehr, l'Hauptfeldwebel n'existe plus en tant que titre, mais en tant que grade. Les Hauptfeldwebel reçoivent le commandement de compagnies d'infanterie (Kompaniefeldwebel), de batteries d'artillerie (Batteriefeldwebel) ou d'escadrilles (Staffelfeldwebel).

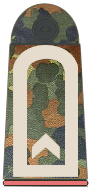
Feldwebel
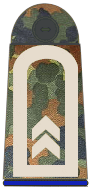
Oberfeldwebel
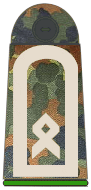
Hauptfeldwebel
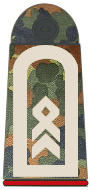
Stabsfeldwebel
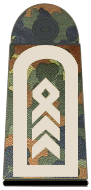
Oberstabsfeldwebel

Dans la Deutsche Marine, l'équivalent du Feldwebel est le Bootsmann ("maître").

### Suisse
Le Feldweibel, en français Sergent-major, constitue le plus bas grade de sous-officier supérieur de l'Armée suisse. Jusqu'à la réforme de l'armée suisse "Armée XXI", il existait deux branches pour les Feldweibel, niveau technicien et niveau compagnie.
Le Feldweibel supervise les opérations au niveau de l'unité. En 2004, le rang d'Hauptfeldweibel, en français Sergent-major chef, est créé pour la fonction de sergent-major d'unité. Dès lors, seuls les spécialistes techniciens conservent le grade de Feldweibel.
Lors de missions internationales, ils reçoivent la correspondance OTAN OR-7.

Insignes
Feldweibel
Hauptfeldweibel

### Finlande
Le grade de vääpeli était auparavant utilisé pour les sous-officiers de carrière. Ils avaient la charge de missions d'entraînement des recrues et d'entretien. Le rang n'est désormais plus usité, ces missions ayant échu aux officiers conscrits, aux sergents de l'armée de métier et aux officiers.
Le titre de vääpeli demeure toutefois prévu en cas de guerre, mais il peut être confié à un soldat de n'importe quel grade, sergent ou caporal. En temps de paix, l'yksikköupseeri en français : « officier de l'unité » remplace le vääpeli. Il a la responsabilité du ravitaillement, de l'entretien, des ressources humaines et du bien-être de l'unité.

Insignes

### Bulgarie
Dans l'armée bulgare, le фелдфебел (prononcé « feldfebel ») a existé depuis la fin du XIXe siècle jusqu'à la fin des années 1940. L'organisation de l'armée, auparavant calquée sur l'armée allemande, est alors réorganisée selon un modèle identique à l'Armée rouge.